# NGC 1216
NGC 1216 (również PGC 11693 lub HCG 23C) – galaktyka spiralna (S0-a), znajdująca się w gwiazdozbiorze Erydanu. Odkrył ją w 1886 roku Ormond Stone. Wraz z galaktykami NGC 1214, NGC 1215 i PGC 11673 należy do zwartej grupy galaktyk Hickson 23 (HCG 23).